# Гротенгельм, Григорий Максимович
Григорий Максимович Гротенгельм (1884 — 1930) — участник Белого движения на Юге России, командир Марковской инженерной роты, полковник.

## Биография
Православный. Из дворян Эстляндской губернии.
Окончил Полоцкий кадетский корпус (1904) и Павловское военное училище (1906), откуда выпущен был подпоручиком в 3-й резервный саперный батальон. Произведен в поручики 1 октября 1909 года.
18 ноября 1909 года переведен в 11-й саперный батальон. Произведен в штабс-капитаны 1 октября 1913 года. 16 ноября 1913 года назначен старшим адъютантом штаба инспектора инженерной части Одесского военного округа.
С началом Первой мировой войны, 11 ноября 1914 года был отчислен от должности и выступил на фронт в составе 11-го саперного батальона. За боевые отличия был награжден несколькими орденами, в том числе орденом Св. Анны 4-й степени с надписью «за храбрость». Произведен в капитаны 7 сентября 1915 года «за отличия в делах против неприятеля», в подполковники — 6 февраля 1917 года.
С началом Гражданской войны прибыл в Добровольческую армию. Участвовал в 1-м Кубанском походе в составе 1-й инженерной роты. В 1918 году был произведен в полковники. В сентябре 1919 года был назначен командиром Марковской инженерной роты. В Русской армии — в инженерных частях до эвакуации Крыма, на 18 декабря 1920 года — командир Саперного батальона Технического полка в Галлиполи.
В эмиграции в Югославии. Жил в Белграде, работал почтовым служащим. Состоял членом правления Союза первопоходников. Погиб в результате несчастного случая: попал под трамвай. Был похоронен на Новом кладбище Белграда с воинскими почестями.

## Награды
- Орден Святого Станислава 2-й ст. с мечами (ВП 6.04.1915)
- Орден Святой Анны 2-й ст. с мечами (ВП 21.05.1915)
- Орден Святой Анны 3-й ст. с мечами и бантом (ВП 11.06.1915)
- Орден Святой Анны 4-й ст. с надписью «за храбрость» (ВП 11.06.1915)
- Высочайшее благоволение «за отличия в делах против неприятеля» (ВП 26.08.1916)